# She's Out of Control
She's Out of Control é um filme independente de comédia estadunidense de 1989 , estrelado por Tony Danza, Ami Dolenz and Catherine Hicks. A trilha sonora original foi composta por Alan Silvestri. O filme foi comercializado com o slogan que aparece no cartaz do filme "Ela era a garotinha do papai. Agora ela está nessa idade em que as garotas ficam loucas, os caras ficam loucos e os pais ficam loucos". O filme foi filmado com o título de trabalho Daddy's Little Girl.

## Sinopse
O viúvo Doug Simpson é gerente de rádio da Califórnia e mora com suas duas filhas, Katie e Bonnie. Quando Katie faz 15 anos, sente que é hora de começar a parecer mais adulta. Ela está namorando Richard, o garoto ao lado, a quem seu pai adora, desde o ensino médio. Além disso, seu guarda-roupa nada lisonjeiro foi complementado por seus óculos grossos e conjunto completo de suspensórios. Quando Doug sai em uma viagem de negócios, Katie se transforma em uma beleza de mulher com a ajuda da namorada de seu pai, Janet Pearson.
Quando Doug retorna, ele fica chocado ao encontrar meninos de todas as esferas da vida interessados em namorar Katie. Quando sua obsessão por Katie e seus namorados atinge limites extremos, Janet sugere que Doug precisa de ajuda psiquiátrica e procura um especialista que lhe dá conselhos que dão errado sempre que aplicados. Durante a segunda metade do filme, Katie tem três namorados, dois dos quais ela finalmente para de namorar. No final do filme, Katie faz uma viagem de classe à Europa e se reúne com Richard novamente - quando Bonnie, sua irmã mais nova, começa sua própria onda de namoro. Doug também descobre que o "especialista" era um farsante, pois ele nunca teve uma filha.[carece de fontes?]

## Elenco
- Tony Danza como Doug Simpson
- Ami Dolenz como Katie Simpson
- Laura Mooney como Bonnie Simpson
- Catherine Hicks como Janet Pearson
- Wallace Shawn como Dr. Fishbinder
- Derek McGrath como Jeff Robbins
- Lance Wilson-White como Richard
- Dana Ashbrook como Joey
- Matthew Perry como Timothy (creditado como Matthew L. Perry)
- Dick O'Neill como Chuck Pearson
- Dustin Diamond como garoto na praia
- Oliver Muirhead como Nigel

## Recepção
Baseado em 19 análises, o Rotten Tomatoes atribuiu ao filme uma classificação de 11%.
O crítico de cinema Roger Ebert atribuiu ao filme a classificação de zero estrelas raras em sua resenha escrita do filme. O crítico de cinema do Chicago Tribune Gene Siskel também deu zero estrelas ao filme, chamando-o de "uma comédia esfarrapada que nem lembra um filme real". Durante sua resenha na TV, ele relatou que "quando vi She's Out of Control, fiquei tão deprimido que pensei em deixar meu emprego como crítico de cinema". Somente depois de ver Say Anything... , sua fé foi restaurada.

## Trilha sonora
A trilha sonora, distribuída pela MCA Records em abril de 1989, foi lançada em vinil, fita cassete e CD. A lista de faixas inclui:
1. "Where's the Fire" – Troy Hinton
2. "You Should Be Loving Me" – Brenda K. Starr
3. "Concentration" – Phil Thornalley
4. "The Loneliest Heart" – Boys Club
5. "Hunger of Love" – Harold Faltermeyer
6. "KHEY-FM Radio Sweeper" – Jim Ladd
7. "Winning Side" – Oingo Boingo
8. "Daddy's Little Girl" – Brian Wilson
9. "Venus" – Frankie Avalon
10. "You Really Got Me" – The Kinks
11. "Feel the Shake" – Jetboy

Outras músicas do filme que não apareceram na trilha sonora:
- Angel Baby – Beth Anderson
- Secret Agent Man – Johnny Rivers
- Oh Yeah – Yello[6]